# 1880년 미국 상원의원 선거
1880년 미국 상원의원 선거는 1880년 각 주에서 2명씩 상원의원을 선출했다

## 선거 결과
| 정당     | 의석 수 |
| -------- | ------- |
| 공화당   | 37석    |
| 민주당   | 37석    |
| 재조정당 | 1석     |
| 무소속   | 1석     |